# Харчук Борис Гнатович
Борис Гнатович Харчук (1 січня 1934, Підлісне, Вінницька область — 27 листопада 1998) — український радянський військовик. Генерал-майор. Голова Товариства сприяння обороні України. Народний депутат СРСР від ДТСААФ СРСР.

## Біографія
Народився 1 січня 1934 року в селі Підлісне на Вінниччині. Закінчив Військову академію бронетанкових військ імені Маршала Радянського Союзу Р. Я. Маліновского.
З 1987—1991 — Голова Центрального комітету Добровільного товариства сприяння армії, авіації і флоту Української РСР.
З 26 березня 1989 по 26 грудня 1991 рр. — Народний депутат СРСР.
З 1991—1998 — Голова Товариства сприяння обороні України. Член Головної редакційної колегії Книги Пам'яті України.
|  | «Адміністрування в реформуванні без належного економічного і юридичного обґрунтування призводить до згортання випробуваних життям форм, методів і напрямків роботи оборонних колективів» — Борис Харчук |